# Espectro visível

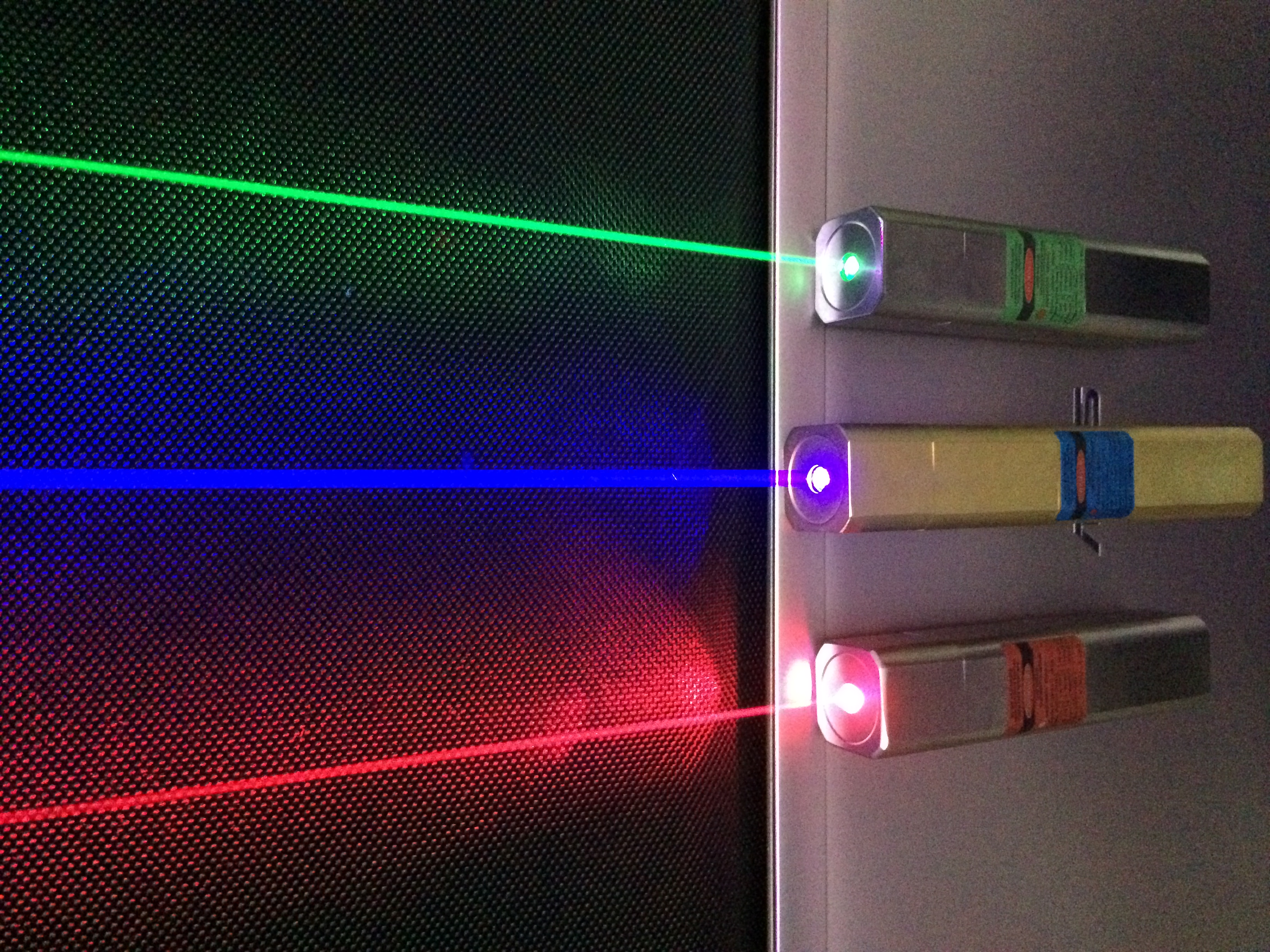
Laser visível: (violeta - 445 nm), (verde - 532 nm), (vermelho - 635 nm)

O espectro visível, ou espectro óptico, ou luz visível, é a porção do espectro eletromagnético cuja radiação é composta por fótons capazes de sensibilizar o olho humano de uma pessoa normal.
Esta faixa visível do espectro eletromagnético é delimitada junto à mais baixa frequência oticamente estimulante - percebida como vermelha - pela sugestivamente nomeada faixa de radiação infravermelha, e pelo lado da mais alta frequência perceptível - entendida como violeta - pela nomeada de forma igualmente sugestiva faixa de radiação ultravioleta.
O espectro visível pode ser dividido em subfaixas de acordo com a cor, com a subfaixa do vermelho abarcando os comprimentos de onda longos, a subfaixa do verde ao centro e a subfaixa do violeta abarcando aos comprimentos de onda mais curtos, subdivisões essas facilmente identificáveis na ilustração acima ou mesmo em um arco-íris. Os comprimentos de onda nessa faixa de radiação estão compreendidos entre 370 nm (violeta) e 750 nm (vermelho), sendo comum afirmar-se por aproximação que os comprimentos de onda dessa faixa localizam-se entre os 400 e 700 nanômetros (nm). Em termos de frequência, tem-se por correspondência que o espectro visível define-se pela banda situada entre 400 THz e 790 THz.
O espectro visível não apenas é dependente da espécie como também varia muito de uma espécie animal para a outra. Os cachorros e os gatos, por exemplo, não veem todas as cores que os humanos veem, percebendo do nosso espectro visível apenas as sub-faixas do azul à amarela. Enxergam contudo geralmente bem em preto e branco, numa nuance de cinzas. Já as cobras veem no infravermelho e as abelhas no ultravioleta, faixas para as quais somos cegos. Conforme dito, nós humanos vemos numa faixa que vai do vermelho ao violeta, passando pelo verde, o amarelo e o azul, contudo mesmo entre os humanos pode haver grandes variações quanto aos detalhes da faixa percebida. Em particular os limites do espectro ótico variam muito de espécime para espécime. Pessoas daltônicas costumam ter dificuldades em visualizar cores contidas em certas faixas do espectro.

Espectro eletromagnético completo (clique para ampliar)

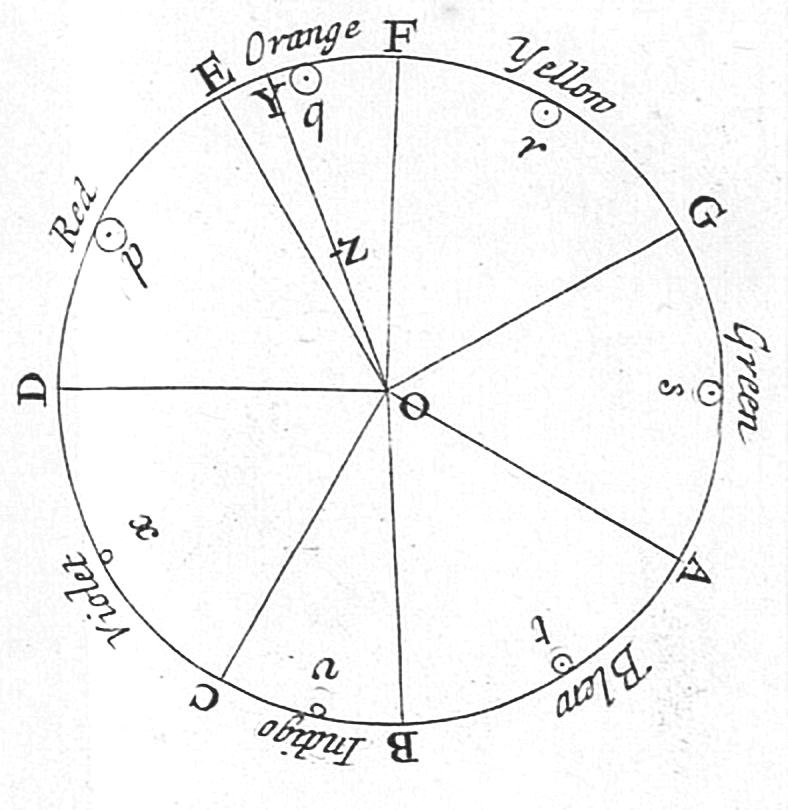
O círculo colorido de Newton, do livro Opticks de 1704, que relaciona as cores com as notas, sendo, a relação uma oitava completa.

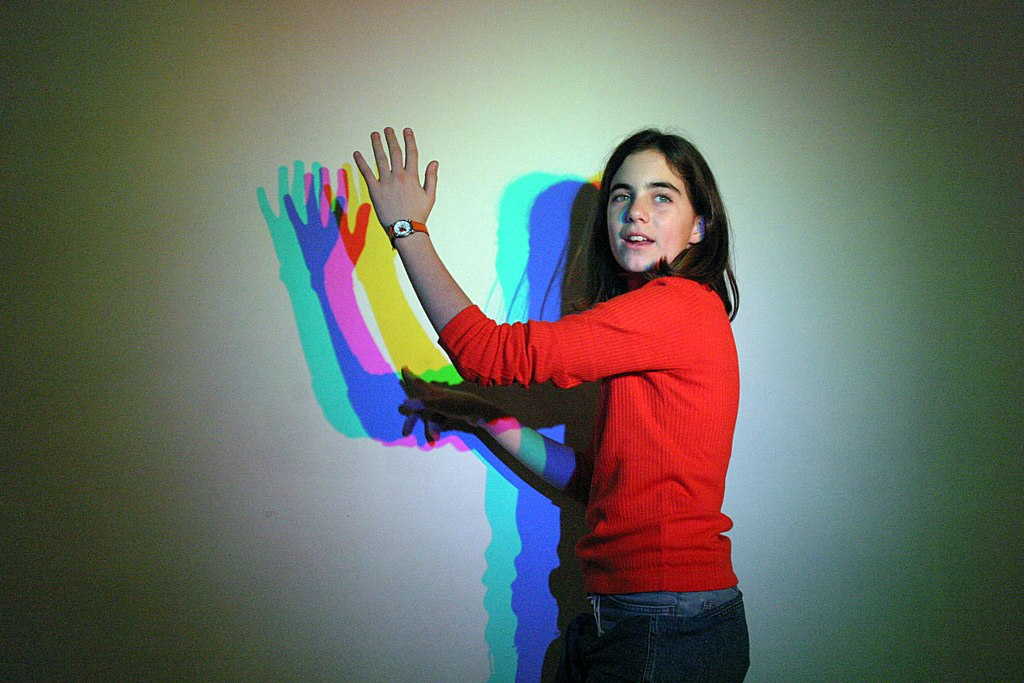
Iluminação com três diferentes fontes; vermelha, verde e azul.

## História
No século XVII, as explicações do espectro óptico vieram de Isaac Newton, quando ele escreveu o livro Opticks. No Século XVIII Goethe escreveu sobre espectros ópticos no seu livro Teoria das Cores. Observações anteriores foram feitas por Roger Bacon que reconheceu o espectro visível em um copo de água, quatro séculos antes de Newton descobrir que os prismas podiam separar e unir a luz branca.
Newton usou pela primeira vez a palavra espectro (latim para "aparência" ou "aparição") impresso em 1671 em uma descrição de seu experimento em óptica. A palavra "espectro" (Spktrum) foi muito utilizada para designar o fantasma Afterimage de Goethe em seu livro Teoria das cores e Schopenhauer em seu livro Sobre a Visão e as Cores. Newton observou que quando um feixe estreito de luz solar se encontra com um prisma de vidro em um ângulo, uma parte é refletida e a outra parte passa o vidro, surgindo diferentes bandas de cores. Newton hipotetizou que a luz era feitas de "corpúsculos" (partículas) de diferentes cores, e que diferentes cores se moviam com diferentes velocidades na matéria transparente, com o vermelho se movendo mais rápido que o violeta, o que resulta que o vermelho possui uma angulação (refração) menor que a do violeta ao passar pelo prisma, criando um espectro de cores
No começo do século XIX, a concepção de espectro visível ficou mais definida, como os diferentes tipos de luz fora do visível foram descobertas e caracterizadas por Willian Herschell (infravermelho) e Johann Wilhelm Ritter (ultravioleta), Thomas Young, Thomas Johann Seebeck, e outros.
Young foi o primeiro a medir o comprimento de onda em diferentes cores da luz, em 1802.
A conexão entre o espectro visível e visão de cores foi explorada por Thomas Young e Hermann von Helmholtz no começo do Século XIX. Sua teoria da visão de cores corretamente propõe que o olho humano usa três distintos receptores de cores.

## Natureza ondulatória da luz visível

Comportamento das ondas eletromagnéticas

A luz que vemos com os nossos olhos é um tipo de radiação eletromagnética e fonte de energia radiante, pois transporta energia pelo espaço. Todos os tipos de radiações eletromagnéticas transportam-se no vácuo com velocidade de 3X108 m/s (velocidade da luz). A radiação luminosa é periódica, isto é, o padrão de picos ou depressões repetem-se em intervalos regulares. A distância entre dois picos ou duas depressões é chamado comprimento de onda. O tempo que a radiação emite um comprimento de onda é chamado de período da onda eletromagnética, a quantidade de períodos que são emitidos por segundo é chamado de frequência. O comprimento de onda está diretamente relacionado com a frequência. Se o comprimento de onda é longo, existirão menos ciclos da onda passando por um ponto por segundo (baixa frequência). Se há mais ciclos da onda passando por um ponto por segundo, o comprimento de onda será menor. Essa relação é dada através da equação:
{\displaystyle \eta \lambda =c}
onde,
{\displaystyle \eta } é a frequência
{\displaystyle \lambda } é o comprimento de onda
{\displaystyle c} é a velocidade da luz no vácuo

Relação entre a frequência da luz e o comprimento de onda. Com uma frequência maior (violeta) se têm um comprimento de onda menor, com uma frequência menor (vermelho) se têm um comprimento de onda maior

Como a velocidade da luz é uma constante, é possível perceber a proporcionalidade da relação entre a frequência e o comprimento de onda, ou seja, quanto maior a frequência menor é o comprimento de onda e vice-versa.

## Energia do fóton para a luz visível
Os fótons foram descobertos por Max Planck (1858-1947) em 1900, ele propôs que a energia podia ser liberada ou absorvida pelos átomos através de “pacotes” de energia (Planck nomeou esses “pacotes” de quantum, que significa quantidade fixa), sendo assim todo átomo absorve ou emite quantidades múltiplas de um valor fixo. Esse valor é conhecido como Constante de Planck (h), sendo sua unidade joule segundos.
Em 1905, Albert Einstein (1879-1955), através da teoria de Planck pode explicar o efeito fotoelétrico. Einstein deduziu que cada fóton deveria ter proporcional a frequência da luz certa quantidade de energia, sendo assim,
{\displaystyle h=6,63\times 10^{-34}J.s}
{\displaystyle E=h\eta }
Sendo:
{\displaystyle h} a Constante de Planck;
{\displaystyle \eta } a frequência;
{\displaystyle E} a energia do fóton.
Sendo assim, para calcularmos a energia dos fótons do espectro visível, é só multiplicar a frequência (na faixa de 400 THz a 750 THz) pela Constante de Planck.

## Cores do Espectro
Cores que podem ser produzidas pela luz em uma banda estreita de comprimentos de ondas (luz monocromática) é chamada cores espectrais puras. Os vários alcances de cores que estão indicadas no diagrama à direita são algumas aproximações: o espectro é contínuo sem limites bem determinados entre uma cor e outra.
| Característica       | Extremo vermelho | Extremo violeta     |
| -------------------- | ---------------- | ------------------- |
| Frequência           | 400 THz          | 750 THz             |
| Comprimento de onda: | 750 nm           | 400 nm              |
|                      |                  |                     |
| Cor                  | Frequência       | Comprimento de onda |
| violeta              | 668–789 THz      | 380–450 nm          |
| azul                 | 606–668 THz      | 450–495 nm          |
| verde                | 526–606 THz      | 495–570 nm          |
| amarelo              | 508–526 THz      | 570–590 nm          |
| laranja              | 484–508 THz      | 590–620 nm          |
| vermelho             | 400–484 THz      | 620–750 nm          |